# Schottenkerk (Wenen)
De Schottenkerk (Duits: Schottenkirche) is een parochiekerk in de Oostenrijkse hoofdstad Wenen verbonden aan het Schottenstift, dat werd opgericht door "Schotse" benedictijner monniken in de 12e eeuw. De kerk, die in 1958 door paus Pius XII werd verheven tot de rang van basilica minor, is gelegen aan de Freyung, een van de grootste en bekendste pleinen in de historische binnenstad van Wenen.

## Voorgeschiedenis
In de middeleeuwen waren het in belangrijke mate Ierse missionarissen die het christendom in continentaal Europa verspreidden. In de 11e en 12e eeuw werden er kloosters opgericht, die aanvankelijk door Schotse en Ierse monniken werden bewoond. Hendrik II Jasomirgott maakte als hertog van Beieren in Regensburg kennis met de benedictijnen van het Sint-Jacobusklooster. Na zijn terugkeer naar Oostenrijk verzocht hij de Ierse monniken naar Wenen te komen. Ierland werd in de middeleeuwen Scotia Maior genoemd, hetgeen de naam Schottenkerk verklaard. Hendrik II stelde een stuk grond voor de bouw van het klooster beschikbaar, dat vermoedelijk in 1155 werd gesticht.
In dit verband moet ook de later heilig verklaarde Ierse monnik Coloman worden genoemd, een monnik van koninklijke afkomst die op zijn bedevaart naar Jeruzalem werd gedood bij Stockerau. Zijn naam leeft voort in de namen van vele kerken en kapellen in Oostenrijk die aan hem werden gewijd en zijn schrijn bevindt zich in de abdij van Melk.

## Geschiedenis

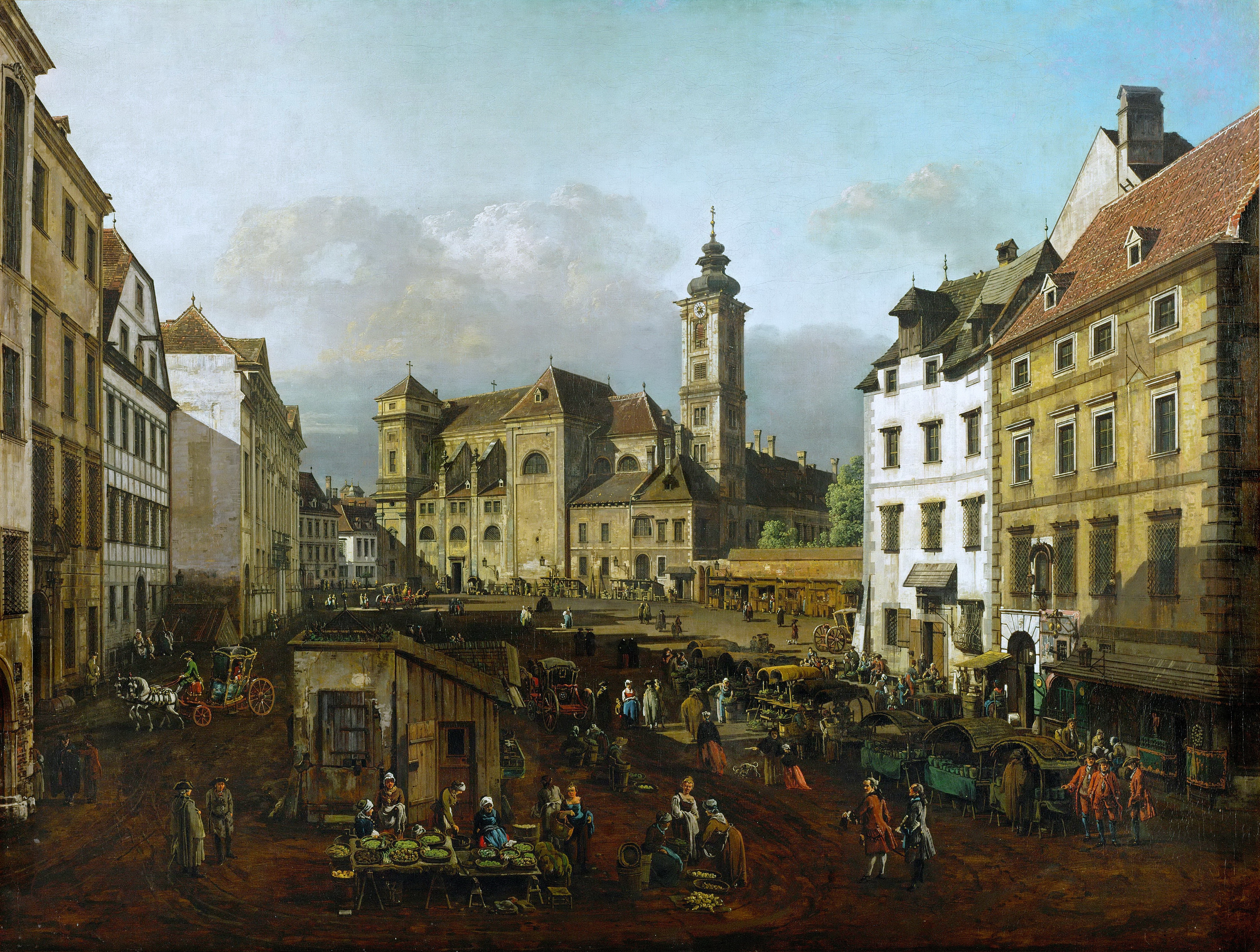
De kerk in 1759 op een schilderij van Bernardo Bellotto

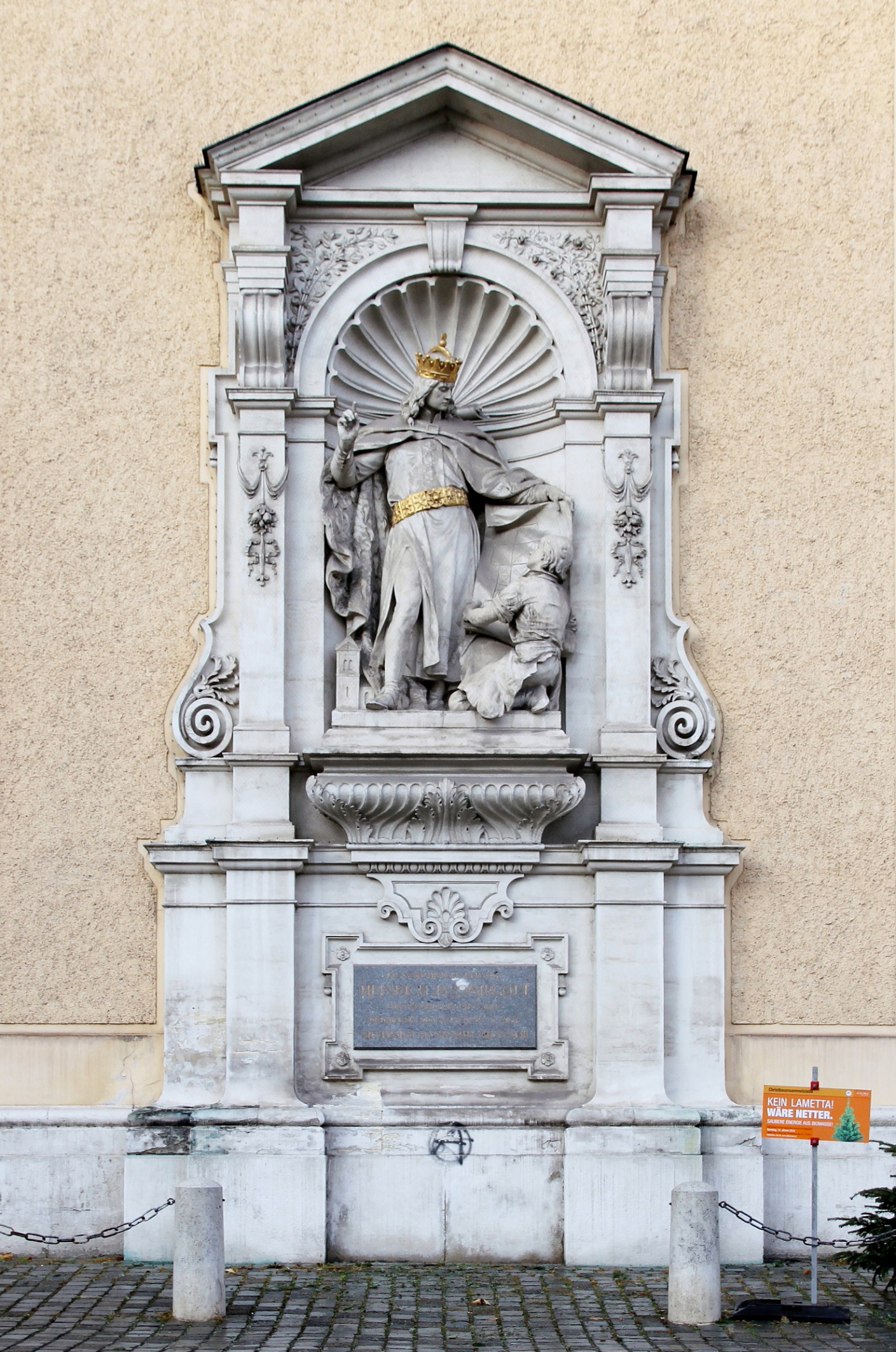
Beeld van Hendrik II uit 1893 aan de zuidelijke muur van de kerk van Josef Breitner (1864-1930)

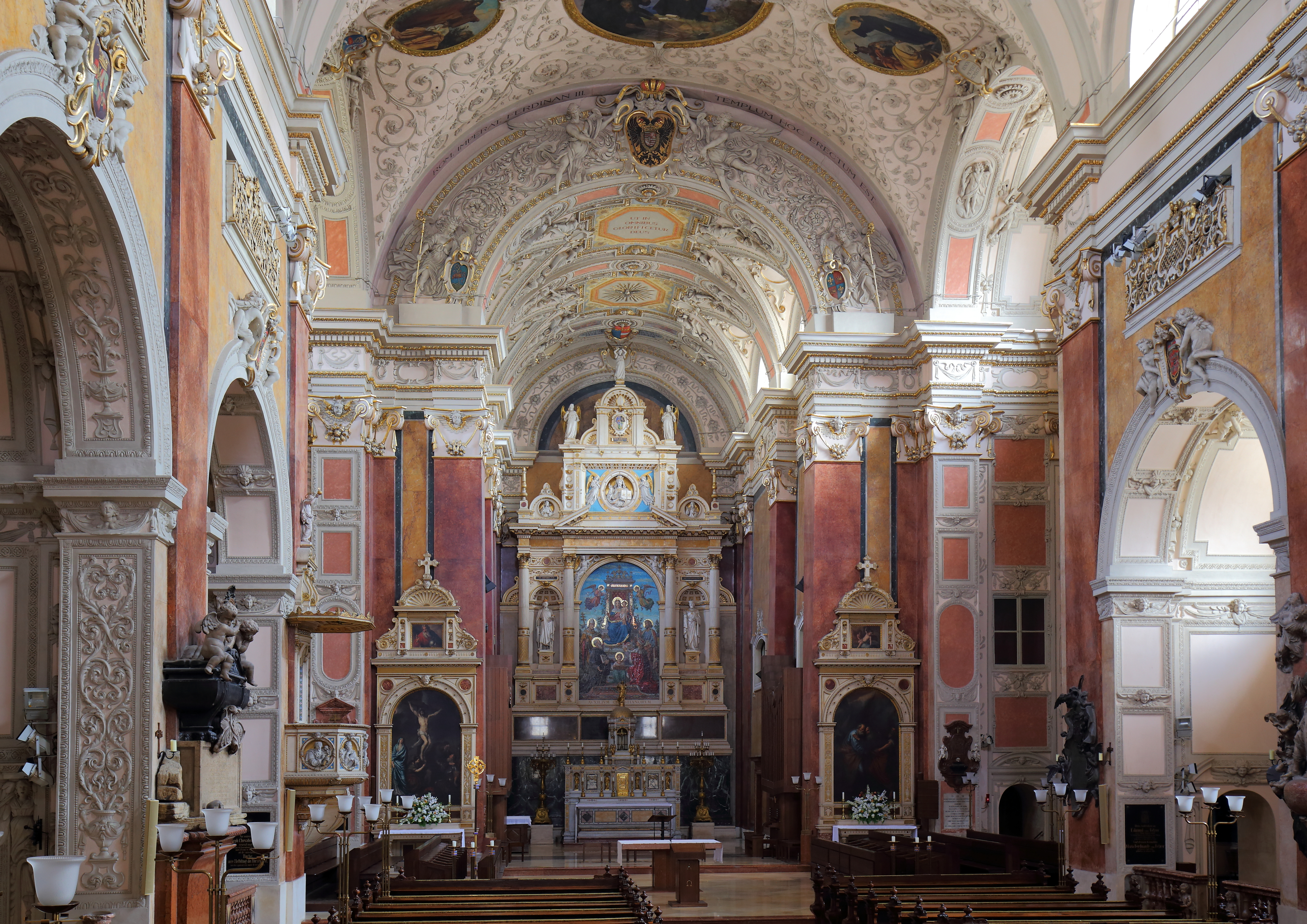
Interieur

#### De eerste kerk
Al kort na de stichting van het Weense Schottenklooster door hertog Hendrik II in 1155 werd met de bouw van de Schottenkerk begonnen. Deze werd in 1200 door bisschop van Passau ingewijd. De eerste kerk was een drieschepige kerk in romaanse stijl met een enkele apsis. Van deze eerste kerk bleven nog resten in de sacristie en de romaanse kapel bewaard. In deze kapel bevindt zich ook een romaans beeld van Onze-Lieve-Vrouw van de Schotten (1250), de oudste voorstelling van Maria in Wenen. Een brand in 1276 verwoestte het romaanse kerkgebouw grotendeels, zodat ze tot 1317 in vroeggotische stijl werd vernieuwd.
Na een periode van verval werden de kerk en het klooster in het begin van de 15e eeuw aan de Duitstalige Benedictijner monniken van de abdij van Melk nagelaten.
Een aardbeving in 1443 beschadigde de bestaande kerk. Het herstel volgde in tussen 1446 en 1449 en het koor van de kerk werd in gotische stijl gebouwd. Het vernieuwde koor kreeg vervolgens een groot vleugelaltaar, het zogenaamde Schottenaltaar.

#### Barokke verbouwing
Op 21 mei 1634 ontstond er paniek in de kerk nadat steentjes uit het gewelf op vloer vielen. Op die dag waren ook Ferdinand II met zijn vrouw en dochters in de kerk aanwezig. De angst voor instorting veroorzaakte zo'n chaos, dat de vorst omver werd gelopen. In het daaropvolgende jaar brandde de toren door bliksinslag af. Ondanks reparaties stortte de toren op 3 februari 1637 in. De gebeurtenissen werden aanleiding om de hele kerk in barokke stijl te herbouwen. Tussen 1638 en 1641 werd de herbouw uitgevoerd door de architecten Carlo Antonio Carlone en Marco Spazzio. In de periode 1643-1648 lieten Andrea Allio de Oude, Andrea Allio de Jongere en Silvestro Carlone  het schip en de westelijke gevel barokkiseren. Tijdens de werkzaamheden werd de lengte van de kerk enigszins ingekort, waardoor de klokkentoren niet meer direct naast de basiliek staat. In het kader van de nieuwbouw werd ook de crypte van de Schottenkerk aangelegd. Het nieuwe kerkgebouw werd op 31 mei 1648 door de Weense bisschop Philipp Friedrich von Breuner gewijd.
Na de tweede Turkse belegering van Wenen werd de kerk opnieuw gerestaureerd. Omdat de barokke torens amper de gevel overstijgen, bestonden er steeds plannen om ze te verhogen,  maar tot uitvoering kwam het nooit. Voor de commandant Ernst Rüdiger von Starhemberg, de verdediger van Wenen bij de tweede Turkse belegering die in de crypte van de Schottenkerk werd bijgezet, ontwierp de vermaarde Oostenrijkse architect Joseph Emanuel Fischer von Erlach in 1725 een epitaaf in de kerk.

#### 19e en 20e eeuw
Van 1883 tot 1887 liet abt Ernest Hauswirth de kerk restaureren en gedeeltelijk veranderen. De barokke altaren werden, op het Benedictus- en Gregoriusaltaar na, door neorenaissance en neobarokke altaren vervangen. Er werden een nieuw hoogaltaar naar een ontwerp van Heinrich Ferstel geplaatst, met een mozaïek van Michael Rieser, en eveneens nieuwe plafondschilderijen van Julius Schmid aangebracht. De restauratie werd met de opstelling van het Jasomirgottmonument afgesloten. Hendrik II, de stichter van het klooster die in loop der tijd meerdere malen werd herbegraven, werd in 1901 in de crypte in een neoromaanse sarcofaag bijgezet.
In de jaren 1992-1994 werd de koorruimte aangepast aan de nieuwe liturgische eisen van de 20e eeuw. Ook kreeg de kerk een nieuw koorgestoelte.

## Genadebeeld
Het genadebeeld in de kerk is het oudste beeld van Maria in Wenen en wordt op 1250 gedateerd. Het was Ferdinand III die in 1645 tot het beeld toevlucht nam, toen de Zweden voor de poorten van de stad stonden. Op 29 maart 1645 werd het beeld in een grote processie naar de domkerk gedragen, waar het ter verering werd opgesteld. De opmars van de Zweedse legers kwam tot stand en deze gebeurtenis werd toegeschreven aan Onze-Lieve-Vrouw.
Ook het blussen van de brand in 1683, toen de Turken Wenen bedreigden, werd toegeschreven aan de wonderbare tussenkomst van Onze-Lieve-Vrouw van de Schotten.
Het beeld van Onze-Lieve-Vrouw van de Schotten bevond zich vroeger boven het tabernakel van het Maria-altaar naast de kansel en kreeg na de renovatie van 1994 een plaats in de romaanse kapel. Het betreft een zittende Madonna met het Kind Jezus op de linkerknie. De kroontjes en kleuren zijn toevoegingen uit de 19e eeuw.

## Orgels

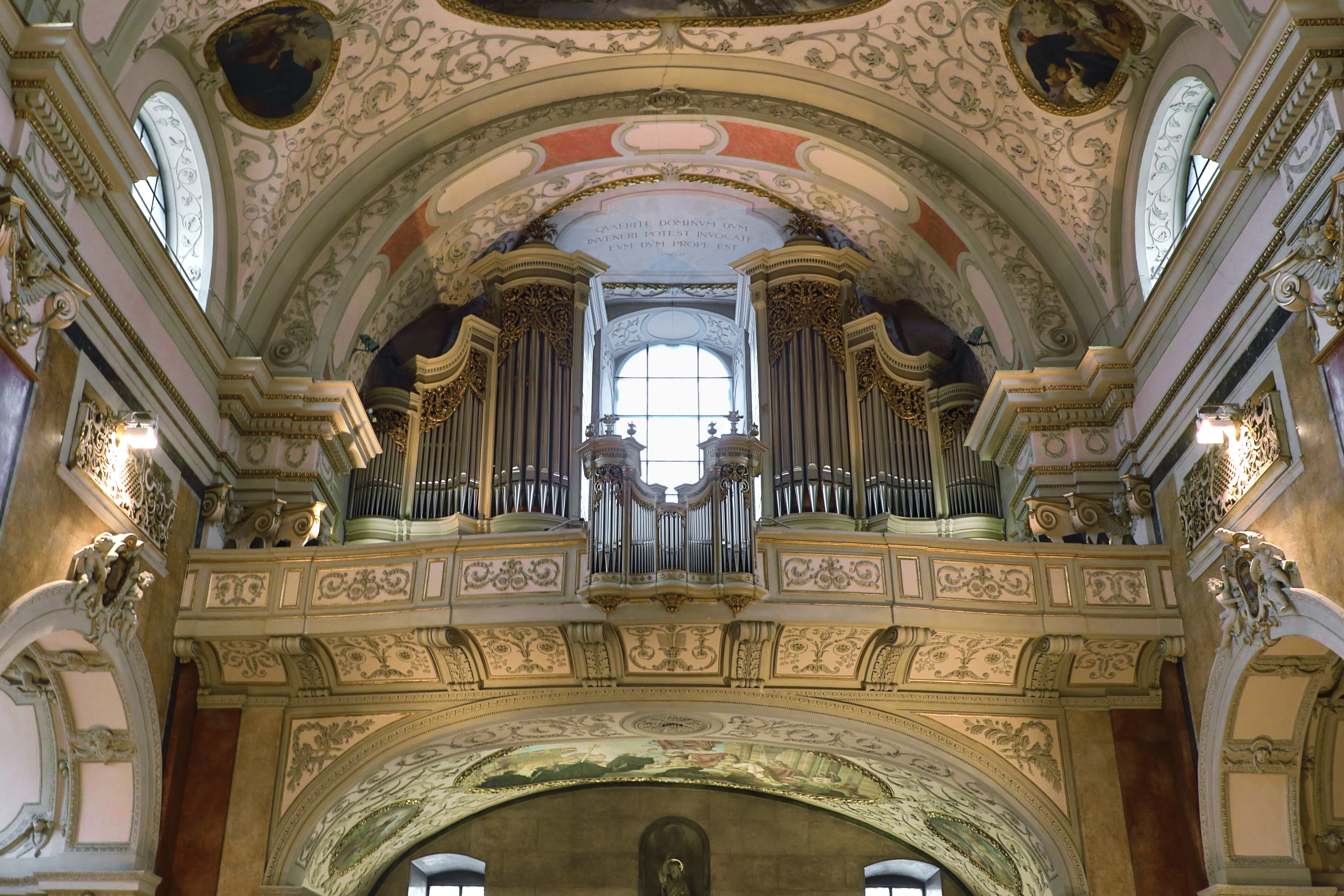
Hoofdorgel

In het kader van de laatste renovatie werden er in de Schottenkerk twee nieuwe orgels geïnstalleerd. Zowel het koororgel (1994) en het hoofdorgel (1996) werden door de Zwitserse orgelbouwfirma Mathis Orgelbau AG uit Näfels gebouwd. Het koororgel bezit 20 registers, verdeeld over twee manualen en pedaal. Het hoofdorgel werd in de oude orgelkas van het voormalige orgel uit 1804 gebouwd en bezit 49 registers verdeeld over drie manualen en pedaal.